# Bělá (přítok Třemošné)
Bělá pramení u obce Nečtiny na východním svahu Čertova vrchu ve výšce 605 m n. m. Teče všeobecně k jihovýchodu a pod Horní Břízou ústí zleva do Třemošné na říčním kilometru 13,8 ve výšce 340 m n. m. Průměrný průtok v ústí je 0,15 m³/s. Odvodňuje povodí o rozloze 86 km² a z celkové délky 20,8 km je sjízdných posledních 6 km. Napájí Spankovský rybník ve Spankově, Zámecký rybník v Dolní Bělé, Krašovický rybník v Krašovicích a rybník Hamr poblíž Trnové.
Bělá má charakter lučního potoka, jelikož protéká širokým a mělkým údolím. Koryto je nanejvýše 3–4 m široké a silně meandruje. Není příliš vhodná pro sjezdy jelikož má řadu překážek: nízké lávky, hustý břehový porost a napadané stromy. U Horní Břízy je koryto upraveno a rychlost proudu zmírňuje řada nízkých sjízdných stupňů.

## Přítoky
- Brodský potok pramení jižně od osady Vrtbo ve výšce asi 500 m n. m. Protéká okolo osady Brod a skrz obec Tlucná. Má charakteristiku lučního potoka, ale nemeandruje a v okolí koryta se tvoří bažiny. V obci Krašovice se poté v nadmořské výšce 415 m n. m. vlévá jako levostranný přítok do Bělé.
- Veska

## Mlýny
- Mlýn v Dolní Bělé